# 索伊尼
索伊尼是芬蘭的城鎮，位於該國西南部，由南博滕區負責管轄，始建於1868年，面積574平方公里，最高點海拔高度240米，2013年人口2,367，人口密度為每平方公里4.29人。

## 外部連結
- Municipality of Soini （页面存档备份，存于） – Official website